# Monkeyshines
Monkeyshines – krótkometrażowy film niemy produkcji amerykańskiej z 1890 roku. Reżyserami obrazu byli William Kennedy Dickson i William Heise. Był to pierwszy film produkcji amerykańskiej.